# Le Fantôme de Vermeer de Delft, pouvant être utilisé comme table
Le Fantôme de Vermeer de Delft, pouvant être utilisé comme table ou  Le Spectre de Vermeer de Delft, pouvant être utilisé comme table, est un tableau surréaliste de Salvador Dalí.
Le titre fait référence au peintre néerlandais Johannes Vermeer, et à ses tableaux L'Art de la peinture et La Ruelle.

## Description
Sur le tableau, Vermeer, à genoux, est vue de son dos avec sa jambe droite tendue qui forme une table, où sont posés une bouteille et un verre. Sa main droite est mollement posée sur un « appuie-main » et une chaussure se trouve à proximité de lui.
Réalisée en 1934 à la peinture à l'huile, la toile mesure 24 × 18 cm et est exposée au Salvador Dali Museum de St. Petersburg en Floride.

Référence picturale.
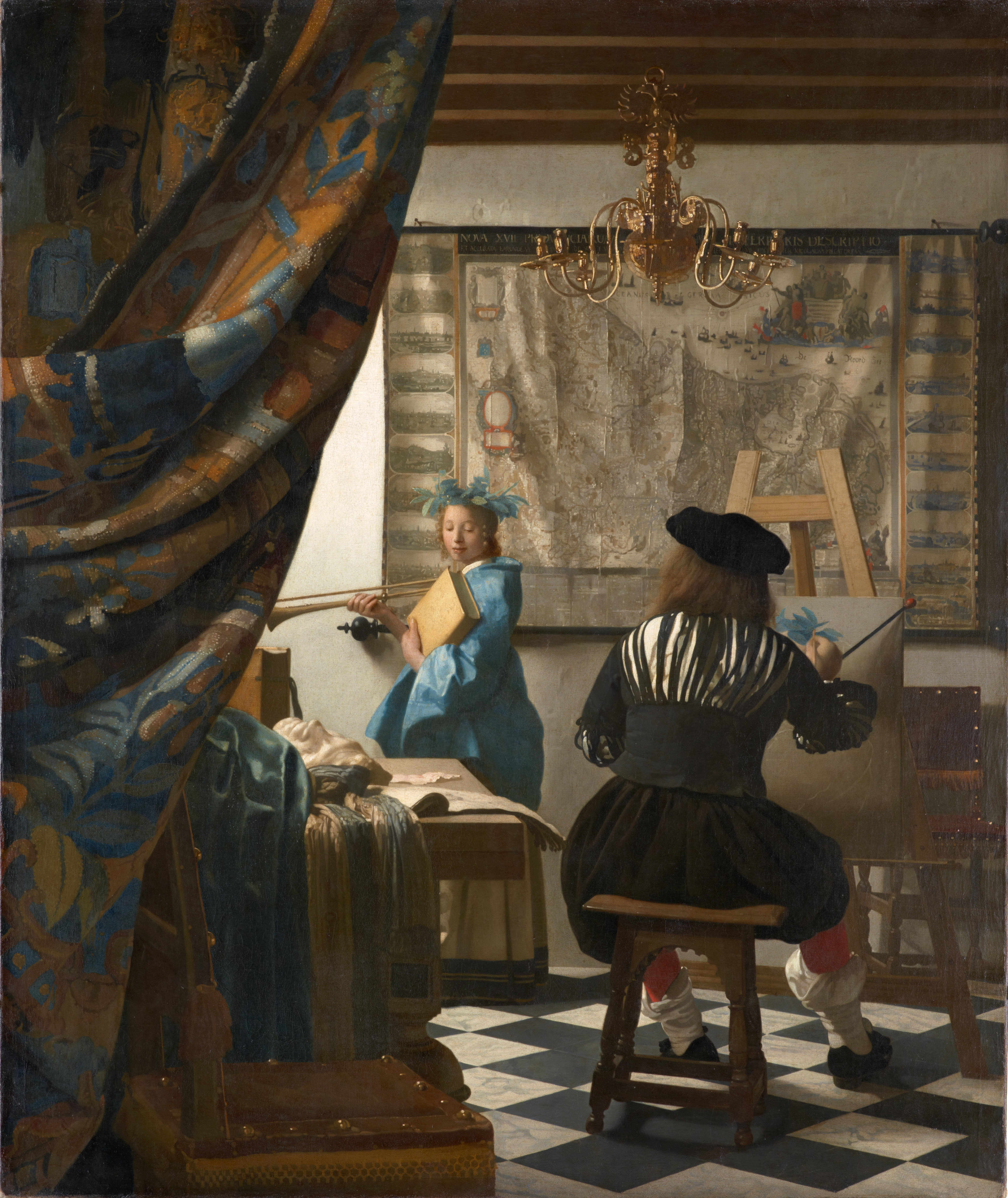
L'Art de la peinture de  Johannes Vermeer.
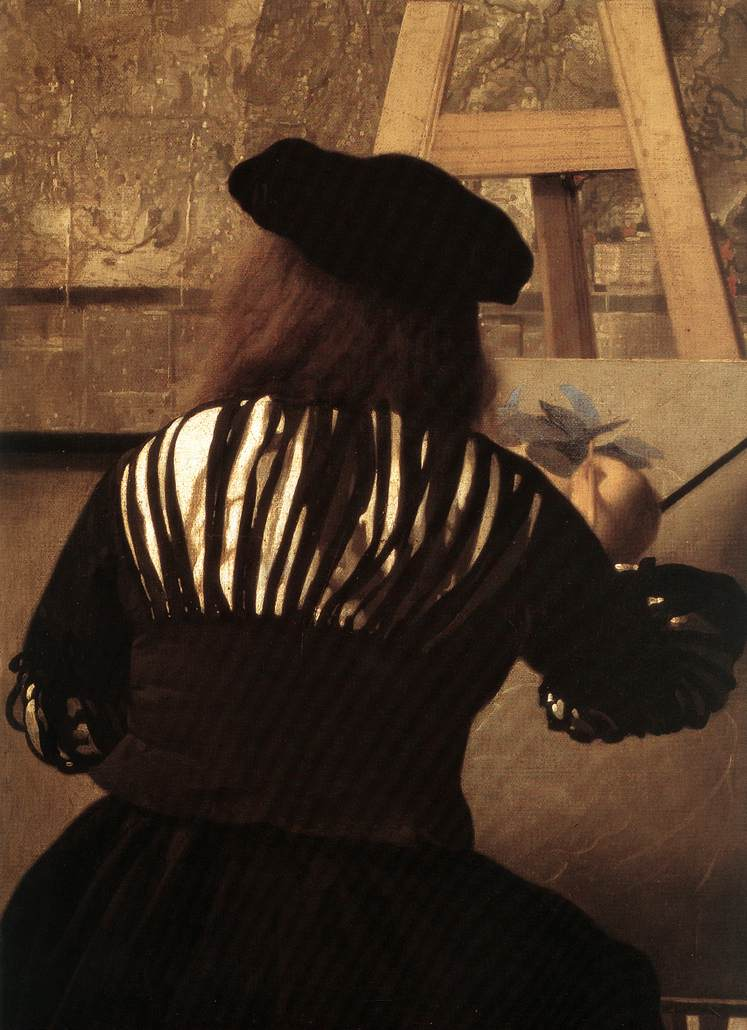
Détail du peintre usant de son appuie-main.